# Шпанија на Европском првенству у атлетици у дворани 1970.
Шпанија је учествовала на 1. Европском првенству у атлетици у дворани 1970. одржаном у Бечу, Аустрија, 14. и 15. марта. У првом учешћу на европским првенствима у дворани репрезентацију Шпаније представљало је 8 спортиста (7 м и 1 ж) који су се такмичили у 7. дисциплина (7 мушких и 1 женска).
Са 3 освојених медаља ( 1 сребра и 2 бронзане) Шпанија је у укупном пласману заузела је 9. место од 14 земаља које су на овом првенству освојиле медаље, односно 24 земље учеснице.
У табели успешности (према броју и пласману такмичара који су учествовали у финалним такмичењима (првих 8 такмичара)) Шпанија је са 6 учесника у финалу заузела 8. место са 29 бодова, од 23 земље које су имале представнике у финалу. На првенству су учествовале 24 земље чланице ЕАА. Једино Турска није имала представника у финалу.
| Плас. | Земља   | 1. место | 2. место | 3. место | 4. место | 5. место | 6. место | 7. место | 8. место | Бр. финал. - Бод. |
| ----- | ------- | -------- | -------- | -------- | -------- | -------- | -------- | -------- | -------- | ----------------- |
| 8.    | Шпанија | 0        | 1—7      | 2—12     | 0        | 2—8      | 0        | 1—2      | 0        | 6 —29             |

## Учесници
| Мушкарци: - Хуан Карлос Хонес — 60 м - Рамон Магаринос — 400 м - Хуан Борaз — 800 м - Хавијер Алварез Салгадо — 3.000 м - Луис Марија Гарига — Скок увис - Игнацио Сола — Скок мотком - Рафаел Бланкер — Скок удаљ | Жене: - Марија Фуентес — 800 м |  |

## Освајачи медаља
- Сребро

1. Хуан Бороз — 800 м

- Бронза

1. Хавијер Алварез Салгадо — 3.000 м

2. Рафаел Бланкер — Скок удаљ

## Резултати

### Мушкарци
| Атлетичар               | Дисциплина  | Лични рекорд | Квалификације | Квалификације | Полуфинале | Полуфинале    | Финале               | Финале     | Детаљи |
| Атлетичар               | Дисциплина  | Лични рекорд | Резултат      | Место         | Резултат   | Место         | Резултат             | Место      | Детаљи |
| ----------------------- | ----------- | ------------ | ------------- | ------------- | ---------- | ------------- | -------------------- | ---------- | ------ |
| Хуан Карлос Хонес       | 60 м        |              | 6,9           | 1. у гр. 3 КВ | 6,8        | 3. у пф. 1 КВ | 6,7                  | 5./16/(17) |        |
| Рамон Магаринос         | 400 м       |              | 48,9          | 3 у гр. 2     |            |               | Није се квалификовао | 9./9       |        |
| Хуан Бороз              | 800 м       |              | 1:51,8        | 2 у гр. 2 КВ  |            |               | 1:51,9               |            |        |
| Хавијер Алварез Салгадо | 3.000 м     |              | 8:13,8        | 4 у гр. 2 КВ  |            |               | 7:52,45 ЛР           |            |        |
| Луис Марија Гарига      | скок увис   |              |               |               |            |               | 2,14                 | 5./18      |        |
| Игнацио Сола            | скок мотком |              |               |               |            |               | 4,70                 | 10./12     |        |
| Рафаел Бланкер          | скок удаљ   |              |               |               |            |               | 7,92                 |            |        |

### Жене
| Атлетичарка    | Дисциплина | Лични рекорд | Квалификације | Квалификације | Полуфинале | Полуфинале | Финале   | Финале | Детаљи |
| Атлетичарка    | Дисциплина | Лични рекорд | Резултат      | Место         | Резултат   | Место      | Резултат | Место  | Детаљи |
| -------------- | ---------- | ------------ | ------------- | ------------- | ---------- | ---------- | -------- | ------ | ------ |
| Марија Фуентес | 800 м      |              | 2:14,9        | 3 у гр. 2 КВ  |            |            | 2:09,0   | 7./ 11 |        |

## Биланс медаља Шпаније после 1. Европског првенства у дворани 1970.
|    | ЕП    |   |   |   |   | УП |
| 1. | 1970. | 0 | 1 | 2 | 3 | 9  |
| -- | ----- | - | - | - | - | -- |

|                                        | Атлетичар                              | Земља                                  |                                        |                                        |                                        |                                        |
| Није било вишеструких освајача медаља. | Није било вишеструких освајача медаља. | Није било вишеструких освајача медаља. | Није било вишеструких освајача медаља. | Није било вишеструких освајача медаља. | Није било вишеструких освајача медаља. | Није било вишеструких освајача медаља. |
| -------------------------------------- | -------------------------------------- | -------------------------------------- | -------------------------------------- | -------------------------------------- | -------------------------------------- | -------------------------------------- |